# Kakutei

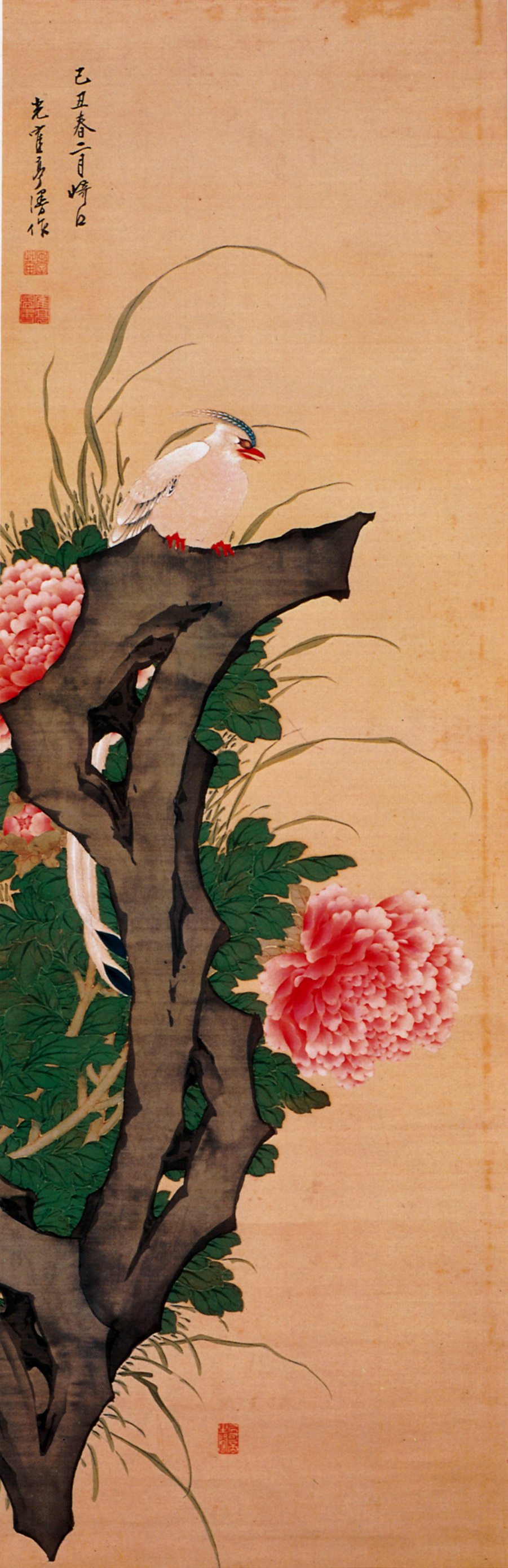
„Päonien und Rotschnabelkitta“ (牡丹綬帯鳥図, Botan jutaichō-zu), 1769

Kakutei (japanisch 鶴亭; 1722 – 23. Januar 1786) war ein japanischer Mönch und Maler der Nanpin-Schule. Seine weiteren Künstlernamen (gō) waren Joryō (如量), Bei-ō (米翁), Gojian (五字庵), Hyakuyō Sanjin (白羊 山人), Nansō-ō (南窓翁), Beisō-ō (梅窓翁). Sein Mönchsname war Jōhaku (浄博) und später Jōkō (浄光) und sein Volljährigkeitsname (azana) war Etatsu (恵達), später Kaigan (海眼).

## Leben und Werk
Kakutei wurde in Nagasaki geboren und begann dort unter dem Priester Gakusō am Shōfuku-ji in, einem Tempel der Ōbaku-Schule des Zen-Buddhismus. Zur selben Zeit studierte er Malerei in dem realistischen Stil, der von dem chinesischen Maler Shen Quan in Nagasaki gelehrt wurde. Es scheint, dass er in seinen zwanziger Jahren in die Kansai-Gegend gegangen ist. Jedenfalls unterrichtete er 1747 in Osaka den jungen Maler Kimura Kenkadō im Nanpin-Stil, der damit in Mitteljapan Fuß fasste.
Danach lebte er im Shiun-in, einem Untertempel des Mampuku-ji, südlich von Kyōto. Er freundete sich mit Ike no Taiga und anderen Malern an und malte Bilder im Nanga-Stil. Schließlich zog er nach Edo, lebte und starb in Ike-no-hata, Shitaya.
Das Werk „Biographien der Nagasaki-Maler“ (長崎画人伝, Nagasaki gajin-den) beschreibt Kakuteis Werk als „gelassen und außerordentlich“, was zeigt, wie hoch er geschätzt wurde. Zu seinen besten Bildern gehört „Päonien und kleine Vögel“ (牡丹小禽図, Botan shōkin-zu) im Besitz der Tonomura-Familie.